# Augasantas (Pantón)
Augasantas (llamada oficialmente As Augas Santas) es una aldea española situada en la parroquia de Pantón, del municipio de Pantón, en la provincia de Lugo, Galicia.

## Demografía
| Gráfica de evolución demográfica de Augasantas entre 2000 y 2020 |
|                                                                  |
| Datos según el nomenclátor publicado por el INE.                 |